# Fernand Mawet
Fernand Nicolas Gilles Mawet (Vaux-sous-Chèvremont, 7 april 1870 – Luik, 7 mei 1945) was een Belgisch organist, muziekpedagoog en componist.
Hij kreeg zijn opleiding aan het Koninklijk Conservatorium Luik, alwaar hij eerste prijzen verdiende in de studierichtingen orgel, piano, harmonieleer en fuga. Hij werd achtereenvolgend organist van de Sint-Servaaskerk en Sint-Christoffelkerk, beide in Luik. Hij werd voorts muziekdocent aan genoemd conservatorium. Daaraan gaf hij vakken piano (1888-1894), notenleer (1912-1923) en orgel (1923-1935).
In aanvulling op die werkzaamheden schreef hij een aantal werken waarbij de nadruk lag op kerkelijke muziek:
- de twee opera’s in Waals dialect:  Li fôrdjeû (1908) en Colas Boncour (1911 op libretto van Houbert Thuillier)
- lyrisch drama Noël Sanglant (1910)
- Oratorium: Abraham
- Missen: Messe de requiem, Missa Beatae Mariae Virginis, Messe en l’honneur de Sainte Thérèse de Lisieux, Messe en l’honneur de Christ-Roi, Missa Da pacem en een Te Deum
- en verder: Kyriale (orgel), Suite en 4 parties (strijkkwartet), Reflets de Wallonie (orkest), Suite (orgel en strijkorkest), motetten en liederen.

De Algemene Muziek Encyclopedie meldde dat in zijn muziek invloeden van César Franck waarneembaar zijn. Hij hanteerde daarbij vernieuwingen voortkomend uit de beweging Motu Proprio (1903).
Van zijn hand verscheen voorts Théorie analytique des accords en Tableaux synoptiques des intervalles.
Hij was zoon van wapensmid en wapenhandelaar Etienne Joseph Mawet en Virginie Lequarré. Broers Lucien Mawet en Emile Mawet waren ook werkzaam binnen de muziek.